# كريستيان ميتشيل
كريستيان ميتشيل (بالإنجليزية: Christian Mitchell)‏ هو سياسي أمريكي، ولد في 1985. حزبياً، نشط في الحزب الديمقراطي. وقد انتخب عضو مجلس نواب إلينوي.

## وصلات خارجية
- الموقع الرسمي